# Anastasia Biefang

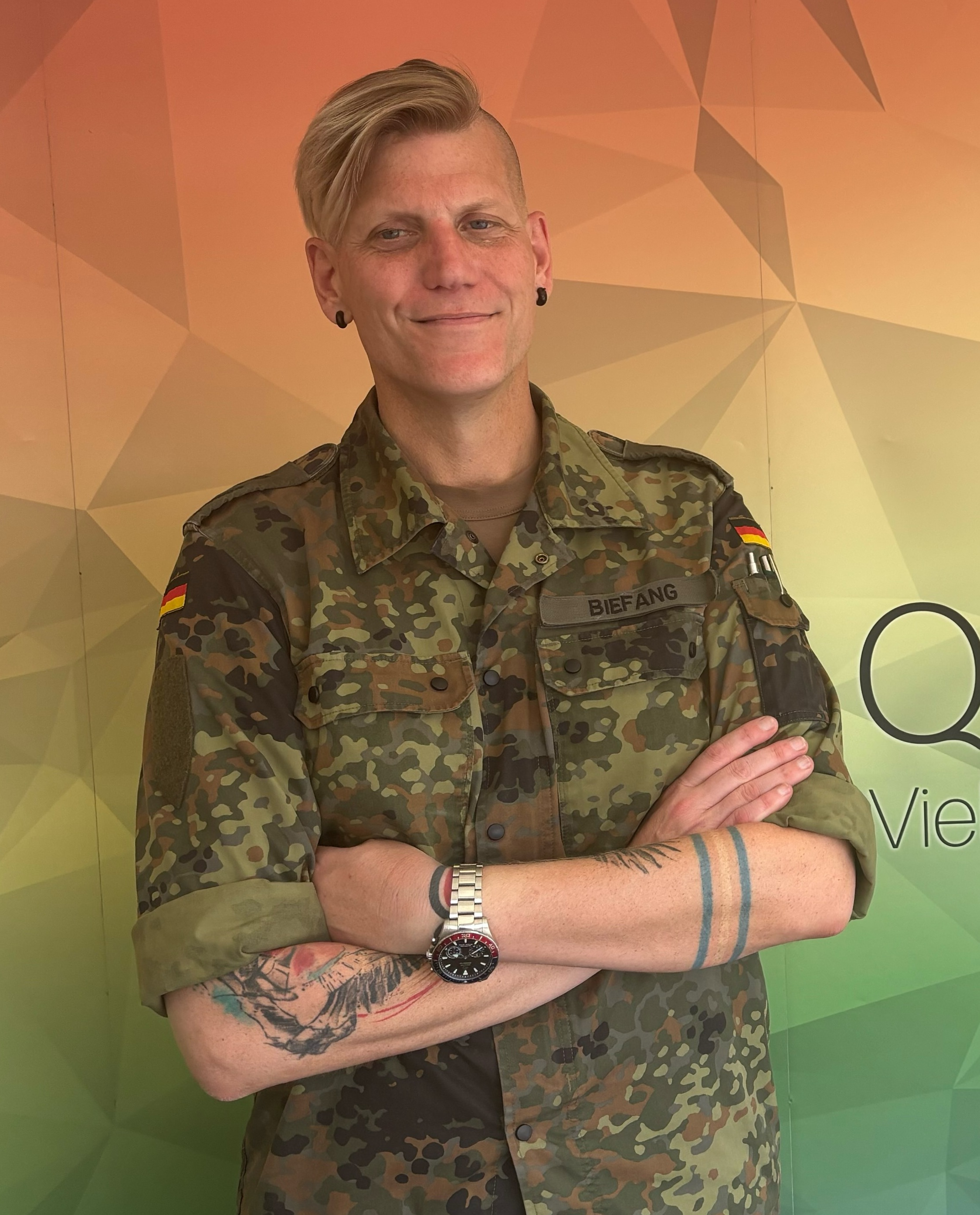
Oberst Biefang beim Nationalen Veteranentag 2025

Anastasia Biefang (* 13. Juni 1974 in Krefeld als Marc Biefang) ist eine deutsche Offizierin der Luftwaffe der Bundeswehr. 2017 wurde Biefang als Oberstleutnant die erste offen transgeschlechtliche Bataillonskommandeurin der deutschen Streitkräfte.

## Bundeswehr
Biefang unterlag der damaligen allgemeinen Wehrpflicht für Männer und wurde am 4. Juli 1994 zum Grundwehrdienst in die Bundeswehr eingezogen. Bis zu ihrem Coming-out, Anfang 2015, führte Biefang die für das männliche Geschlecht geltenden Funktionsbezeichnungen, anschließend übernahm sie deren weibliche Entsprechungen; bei den Dienstgradbezeichnungen unterscheidet die Bundeswehr nicht nach Geschlechtern.
Die Grundausbildung absolvierte Biefang in der 10. Kompanie des Luftwaffenausbildungsregiments 2 in der Nassau-Dietz-Kaserne in Budel in den Niederlanden. Anschließend wurde Biefang im Luftwaffenunterstützungsregiment in der Luftwaffenkaserne in Köln verwendet. Nach bestandener Offizierbewerberprüfung wechselte Biefang im Oktober 1995 die Laufbahn, wurde Soldat auf Zeit und Offizieranwärter. Biefang absolvierte die Offizierausbildung im 74. Offizierlehrgang der Offiziere des Truppendienstes der Luftwaffe in der 2. Inspektion der Offizierschule der Luftwaffe in Fürstenfeldbruck. Im Juli 1996 führte Biefang, offiziell noch als männlicher Angehöriger des Dienstbereichs des Fernmeldedienstes der Luftwaffe, sein/ihr Truppenpraktikum im Fernmeldesektor 125 des Fernmelderegiments 12 der Luftwaffe in der General-Fahnert-Kaserne in Karlsruhe durch.
Ab Oktober 1996 studierte Biefang an der Universität der Bundeswehr München das Studienfach Pädagogik, das Biefang 2000 als Diplom-Pädagoge (univ.) abschloss. Anschließend durchlief sie ab Juni 2000 die Ausbildung zum IT-Offizier der Luftwaffe. Danach war Biefang als Zugführer im Fernmeldesektor 124 des Fernmelderegiments 12 in der Ulrich-Kaserne in Kleinaitingen bei Lechfeld eingesetzt. Ab Juli 2002 war Biefang im Deutschen Luftwaffenkommando USA/Kanada in El Paso (Texas) in den Vereinigten Staaten als IT-Offizier tätig. Im August 2003 wechselte sie zum Fliegerischen Ausbildungszentrum der Luftwaffe auf der Holloman Air Force Base in den Vereinigten Staaten als Leiter IT-Servicecenter. Im Januar 2006 kehrte sie zurück nach Deutschland als Sachgebietsleiter Systemmanagement Flugsicherungsinformationssystem der Bundeswehr im Amt für Flugsicherung der Bundeswehr in Frankfurt am Main. Im September 2007 wurde Biefang Sektorchef des Fernmeldesektors 112 des Fernmeldebataillons 384 in der Luftwaffenkaserne in Münster. An der Führungsakademie der Bundeswehr in Hamburg absolvierte Biefang von 2008 bis 2010 den 5. Lehrgang Generalstabs-/Admiralstabsdienst National Streitkräfte (LGAN SK) und wurde zum Offizier im Generalstabsdienst ausgebildet.
Ab Oktober 2010 war Biefang als Major i. G. im Zentrum für Transformation der Bundeswehr in der Abteilung III als Dezernent für Operations Research im Dezernat 311 in Ottobrunn eingesetzt. In dieser Zeit absolvierte Biefang den ersten Auslandseinsatz in Afghanistan als Einsatzauswerte- und Operations-Research-Stabsoffizier im Regionalkommando Nord der International Security Assistance Force.
Im Oktober 2012 wurde sie nach Berlin zum Kommando Luftwaffe versetzt, wo Biefang als Referent Führungsunterstützung im Bereich 1 I b tätig war. Im April 2013 erhielt sie eine Verwendung als Referent im Referat III 3 der Abteilung Streitkräfte und Einsatz im Bundesministerium der Verteidigung im Bendlerblock in Berlin. In dieser Zeit kam es auch zu ihrem Coming-out. 
Im September 2015 schloss sich die zweite Ministerialverwendung im Referat II 2 (Europa, Eurasien und Arktis) der gleichen Abteilung an. Dort war Biefang Referentin für Militärpolitik für die Regionen Nord- und Nordwest-Europa und Arktis sowie Einsatzführung NATO-Unterstützung Ägäis und Maritime Sicherheits-Operation Sea Guardian.
Am 18. Oktober 2017 übernahm Biefang das Kommando über das Informationstechnikbataillon 381 (ITBtl 381) in der Kurmark-Kaserne in Storkow von ihrem Vorgänger, Oberstleutnant Thorsten Niemann. Von August 2018 bis März 2019 nahm Biefang an ihrem zweiten Auslandseinsatz in Afghanistan teil, wo sie bei Resolute Support im Hauptquartier Train Advise Assist Command Nord als Leiterin CJ 6 eingesetzt war. Sie führte das Informationstechnikbataillon 381 bis zum 27. Oktober 2020 und wurde anschließend Referatsleiterin für Einsatz- und Übungsplanung im Kommando Cyber- und Informationsraum in Bonn. Seit Anfang April 2024 wird sie im Ausbildungszentrum CIR verwendet.

## Kontroversen
Biefangs Disziplinarvorgesetzter erteilte ihr 2019 einen Verweis wegen der Verletzung ihrer außerdienstlichen Wohlverhaltenspflicht (§ 17 Abs. 2 Satz 3 SG). Auf ihrem Tinder-Profil hatte Biefang geschrieben: „Spontan, lustvoll, trans*, offene Beziehung auf der Suche nach Sex. All genders welcome.“ Das Truppendienstgericht Süd billigte diese Disziplinarmaßnahme. Die dagegen gerichtete Rechtsbeschwerde wies das Bundesverwaltungsgericht mit Beschluss vom 25. Mai 2022 zurück. Die außerdienstliche Wohlverhaltenspflicht verlange von einem verheirateten/verpartnerten und als solchem identifizierbaren Bataillonskommandeur, dass er bei der Inanspruchnahme von Partnerschaftsvermittlungsdiensten für sexuelle Zwecke bei der äußeren Gestaltung und Formulierung von Internetauftritten auf Integritätserwartungen Rücksicht nimmt. Eine Soldatin in der besonders hervorgehobenen dienstlichen Stellung einer Bataillonskommandeurin mit Personalverantwortung für circa 1000 Personen habe bei der Wahl der verwendeten Worte und Bilder im Internet Rücksicht auf ihre berufliche Stellung zu nehmen. Sie müsse daher Formulierungen vermeiden, die den falschen Eindruck eines wahllosen Sexuallebens und eines erheblichen Mangels an charakterlicher Integrität erwecken. Die dagegen eingelegte und von der Gesellschaft für Freiheitsrechte und QueerBw unterstützte Verfassungsbeschwerde wurde von der 1. Kammer des 2. Senats des Bundesverfassungsgerichts mit Beschluss vom 20. März 2025 mangels Zulässigkeit nicht zur Entscheidung angenommen, weil nicht fristgerecht zu einem fortbestehenden Rechtsschutzbedürfnis vorgetragen worden sei, nachdem der angefochtene Verweis schon vor Erhebung der Verfassungsbeschwerde tilgungsreif geworden und dann auch getilgt worden war.

## Vereine
Biefang ist stellvertretende Vorsitzende von QueerBw und dort seit 2016 als Ansprechperson für geschlechtliche Vielfalt. Zudem engagiert sie sich in der Deutschen Gesellschaft für Trans*- und Inter*geschlechtlichkeit.

## Privates
Biefangs Vater war Offizier der Luftwaffe und Waffensystemoffizier, die Mutter Kauffrau. Biefang wuchs in einem Dorf in Nordrhein-Westfalen auf und lebte in der Jugendzeit fünf Jahre in den Vereinigten Staaten. In einem Interview mit Bettina Rust vom 31. Januar 2021 beschrieb sich Biefang in der Jugend als „introvertiert“ und „not very outgoing“, dabei jedoch „nicht unglücklich“. Besonders glücklich sei sie gewesen, wenn sie „Zeit für [s]ich alleine“ hatte. In ihrer Zeit in den USA seien „ihre Träumereien nicht mehr anstößig“ gewesen. Vor ihrer Transition war Biefang verheiratet, die Ehe zerbrach unter anderem aufgrund ihrer Transgeschlechtlichkeit. Biefang hatte im Jahr 2015 ihr Coming-out und danach geschlechtsangleichende Maßnahmen. Sie ist seit 2018 wieder verheiratet, mit einer Frau.

## Weiteres
Der Berliner Fotograf und Dokumentarfilmer Thomas Ladenburger drehte über Biefang den Dokumentarfilm Ich bin Anastasia, der 2019 in die Kinos kam.